# Bomullsknölfly
Bomullsknölfly, Helicoverpa armigera är en fjärilsart som först beskrevs av Jacob Hübner 1808.  Bomullsknölfly ingår i släktet Helicoverpa, och familjen nattflyn, Noctuidae. Arten förekommer tillfälligt i Sverige, men reproducerar sig inte. Två underarter finns listade i Catalogue of Life, Helicoverpa armigera commoni Hardwick, 1965 och Helicoverpa armigera conferta Walker, 1857.
Fjärilen räknas som skadedjur i södra Europa och delar av Centraleuropa. Dess larv kan livnära sig på mer än 100 olika växter som ofta är grönsaker och andra grödor. Bomullsknölfly hittas exempelvis på bönor, ärter, majs, tomat, paprika och sallad. Den imago fjärilen är nattaktiv. Fjärilen kan migrera 1000 km. Från norra Tyskland och norrut är arten ännu tillfällig men i södra Tyskland och i Ungern har den redan en population som övervintrar.

## Bildgalleri

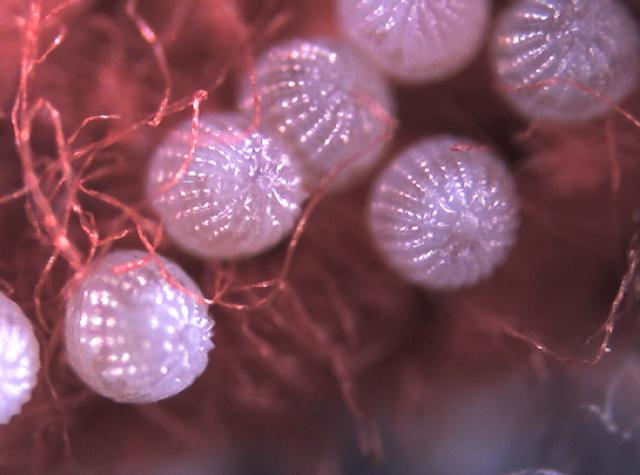
Fjärilens ägg
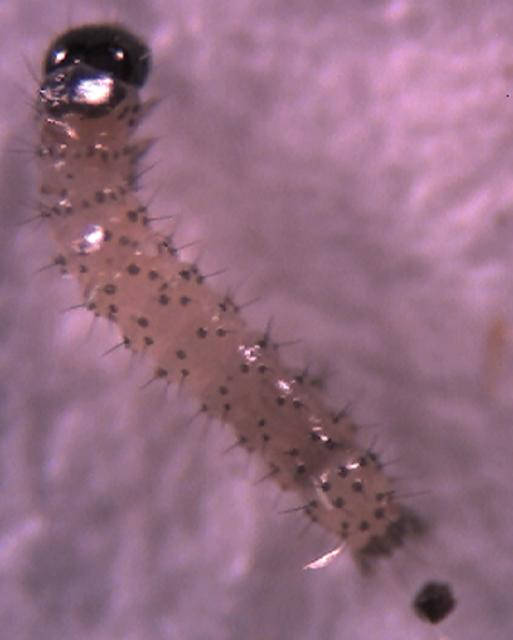
Ung larv
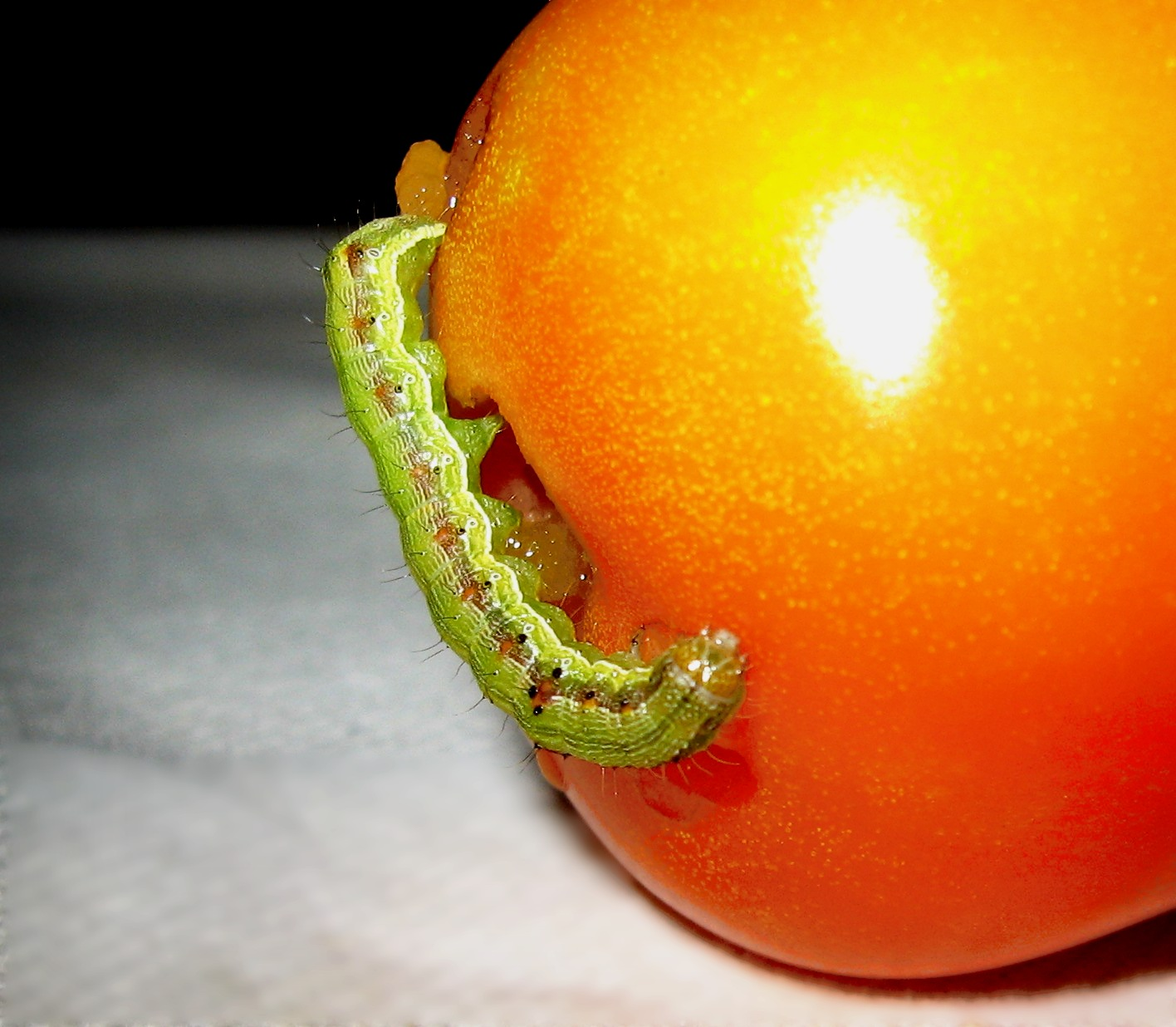
Fjärilens larv
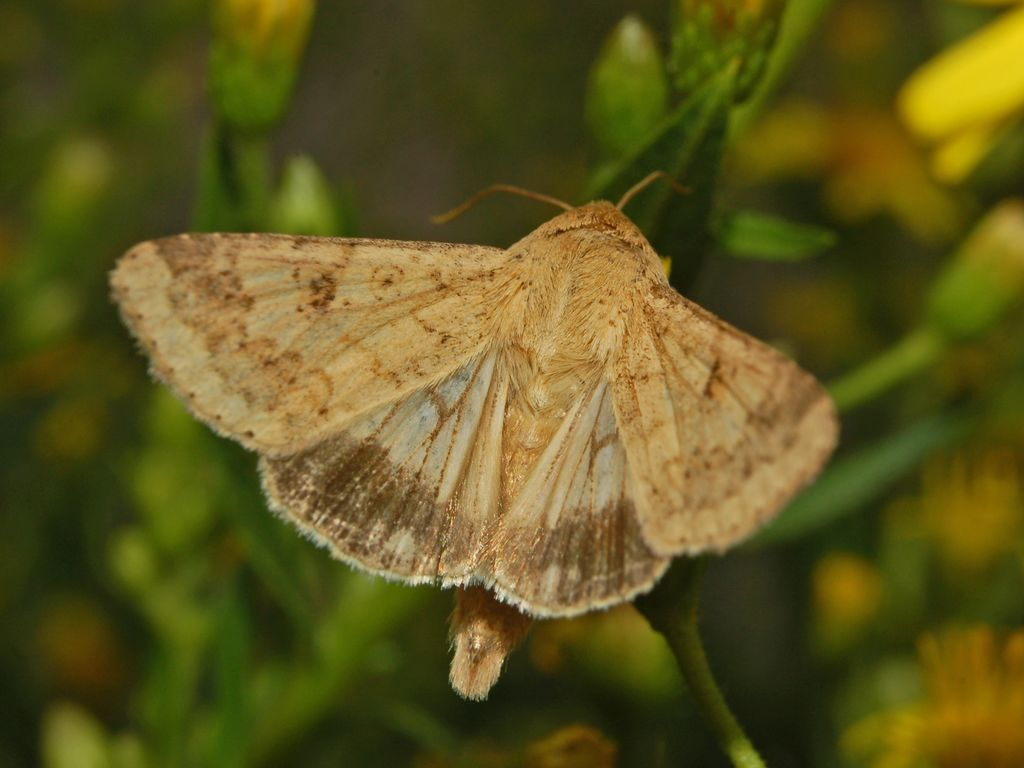
Imago fjäril
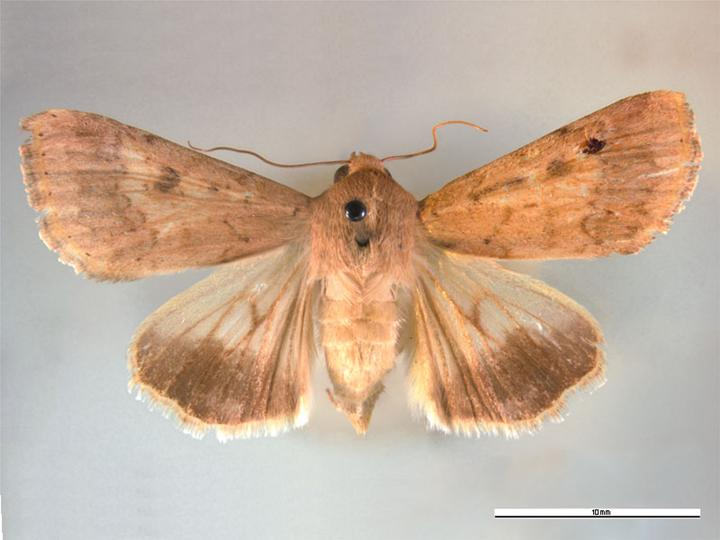
Preparerad (uppnålad) imago fjäril